# Friedrich Ludwig (Nassau-Ottweiler)

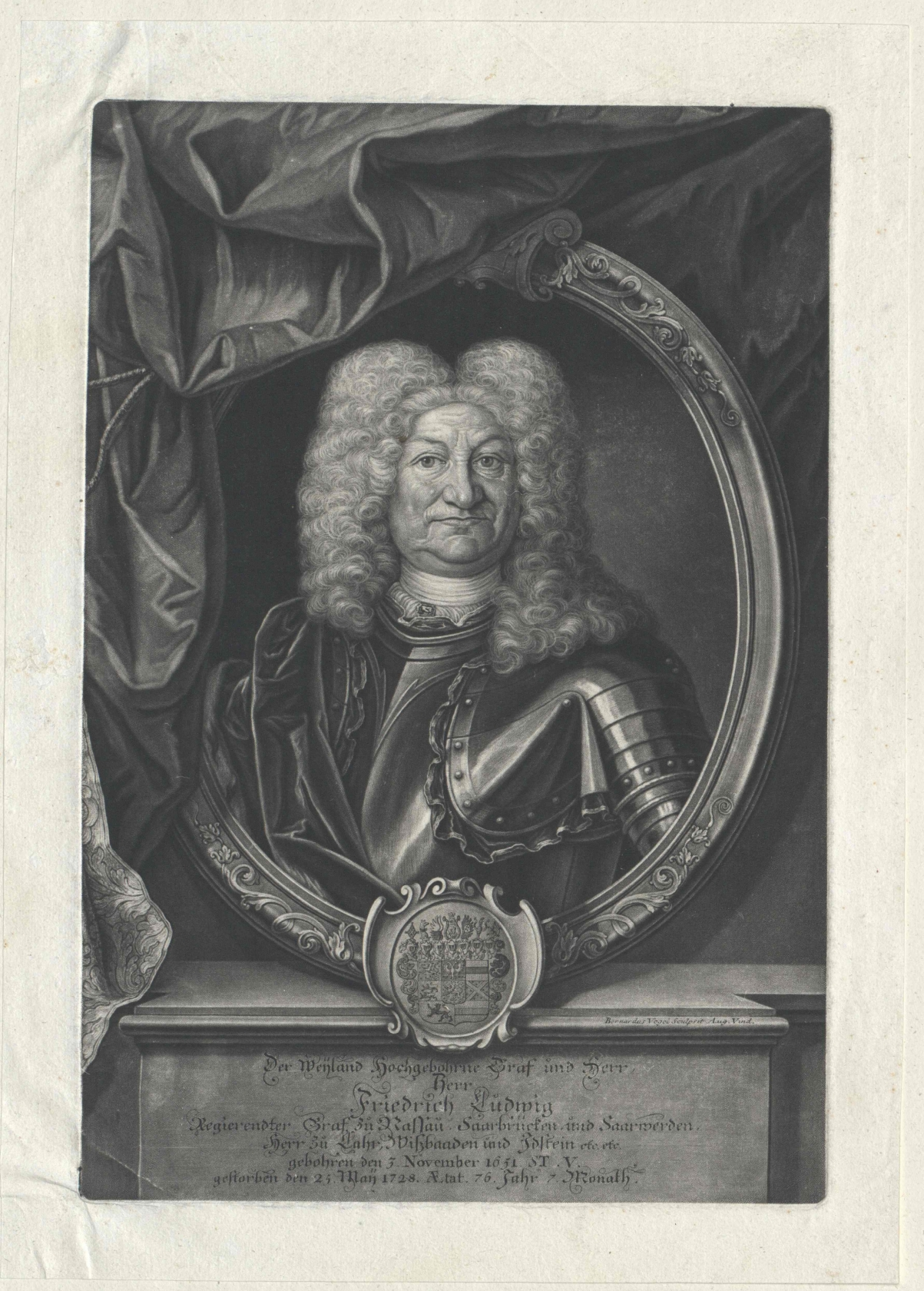
Friedrich Ludwig von Nassau-Ottweiler

Friedrich Ludwig von Nassau-Ottweiler (* 3. Novemberjul. / 13. November 1651greg. in Ottweiler; † 25. Mai 1728 in Saarbrücken) war von 1680 bis 1728 Graf von Ottweiler, ab 1721 auch Herr von Lahr, Idstein und Wiesbaden und ab 1723 zudem Graf von Saarbrücken und Saarwerden. Seit 1702 war er Senior des Gesamthauses Nassau. Mit seinem Tod 1728 endete die Linie Nassau-Ottweiler im Mannesstamm und wurde von Nassau-Usingen beerbt.

## Familie
Seine Eltern waren Graf Johann Ludwig von Nassau-Ottweiler und Dorothea Katharina von Pfalz-Birkenfeld-Bischweiler. Er selbst heiratete 1680 Christiana von Ahlefeldt, die Tochter des Großkanzlers von Dänemark Friedrich von Ahlefeldt. Mit dieser hatte er acht Töchter. Nach ihrem Tod heiratete er 1697 Luise Sophie von Hanau-Lichtenberg. Aus der Ehe ging 1698 ein totgeborener Sohn hervor.

## Leben
Er studierte in Begleitung eines Erziehers ab 1661 in Paris, bis er mit 14 Jahren in das väterliche, in französischen Diensten stehende Regiment Royal Alsace eintrat. In diesem diente er von 1666 bis 1676. Als sein Vater diesen Posten aufgab, wechselte Friedrich Ludwig in das Pfalz-Birkenfeldische Regiment, das im Dienst der Niederlande stand. Dort stieg er bis zum Oberstleutnant auf.
Während der Reunionskriege bat ihn der Vater 1680 zur Übernahme der Regierung. Friedrich Ludwig wurde durch die Reunionspolitik gezwungen, Ludwig XIV. zu huldigen. Schon durch frühere Kriege war die Grafschaft Ottweiler hoch verschuldet und die Kontributionen an die Franzosen verschärften die Lage. Hinzu kam, dass die Abtei Wadgassen Ansprüche auf verschiedene Orte wie Neunkirchen und Spiesen erhob. Dagegen strengte Friedrich Ludwig einen Prozess an, der nach Jahren zu seinen Gunsten entschieden wurde.
Nach dem Tod seines Vaters 1690 hatte er auch formell die Herrschaft inne. Nach dem Frieden von Rijswijk 1697 wurde die Souveränität von Ottweiler wiederhergestellt. Mit dem Tod Walrads von Nassau-Usingen im Jahr 1702 wurde Friedrich Ludwig Senior des Gesamthauses Nassau und setzte sich als Senior für die anderen Linien ein. So wandte er sich gegen die Eingriffe Lothringens in die Grafschaft Saarwerden. Er drang auf die Rückgabe der Orte Saarwerden (französisch: Sarrewerden) und Bockenheim (französisch: Bouquenom, heute: Sarre-Union). Durch den Spanischen Erbfolgekrieg kam es dabei zu keinen Entscheidungen. Um den Verlust von Bockenheim zu ersetzen, gründete er für das Gesamthaus Nassau Neu-Saarwerden (französisch: Ville Neuve de Sarrewerden, 1794 Zusammenlegung mit Bouquenom zu Sarre-Union). Den Siedlern gewährte er Privilegien. Der Druck Lothringens war so stark, dass Friedrich Ludwig 1708 den Reichstag anrief. Eine nennenswerte Erleichterung war damit nicht verbunden. Die Friedensverhandlungen zur Beendigung des Spanischen Erbfolgekrieges nutzte er zur Vertretung der Interessen des Hauses Nassau. Auch um Lehensangelegenheiten des Hauses mit verschiedenen Lehnsgebern kümmerte er sich.
Im Jahr 1721 fielen ihm und Karl Ludwig von Nassau-Saarbrücken die Besitzungen der Linie Nassau-Idstein zu, also die Herrschaften Lahr, Idstein und Wiesbaden. Wegen Problemen in der Grafschaft Saarwerden musste er die Hilfe des Oberrheinischen Reichskreises in Anspruch nehmen. Die Kreistruppen stellten die Ordnung wieder her.
Nach dem Tod seines Schwiegersohnes Karl Ludwig 1723 kamen unerwartet auch die Grafschaften Saarbrücken und Saarwerden an ihn. Im Jahr 1725 kam es noch einmal zu einem Aufleben von Prozessen mit der Abtei Wadgassen, die schon unter Karl Ludwig begonnen hatten. Dabei ging es um die landesherrlichen Rechte auf dem Klostergebiet. Der Abt versuchte die völlige Unabhängigkeit zu erlangen. Die Abtei hatte vor dem Reichskammergericht zunächst einige Erfolge. Dagegen wandte sich Friedrich Ludwig an den Reichstag und rief die Hilfe des Corpus Evangelicorum an. Im Jahr 1727 entschied das Reichskammergericht im Wesentlichen zu Gunsten Nassaus. Zur Schlichtung neuer Streitigkeiten mit Lothringen um Saarwerden wurde eine kaiserliche Kommission eingesetzt.
Friedrich Ludwig residierte an verschiedenen Orten, so in Saarbrücken, Idstein und Ottweiler. Hauptresidenz und Sitz der Regierung blieb Ottweiler. 1718 ließ er die evangelische Kirche in Dörrenbach, 1727 neue evangelische Kirchen in St. Johann und Neunkirchen erbauen, dazu finanzierte er den Chor der Stadtkirche in Idstein. Zur Förderung der Wirtschaft ließ er 1723 eine Glashütte in Friedrichsthal und eine weitere 1724 im Fischbachtal gründen. Aus der Hütte in Friedrichsthal ging später die gleichnamige Stadt hervor, an der Stelle der kurzlebigen Glashütte im Fischbachtal entstand später Rußhütte. Im Jahr 1726 gründete er die Ortschaft Friedrichweiler und 1727 ließ er Sulzbach neu besiedeln. Zeitweilig betrieb er das Neunkircher Eisenwerk in Eigenregie.
Nach seinem Tod 1728 wurde er im Erbbegräbnis in Ottweiler bestattet. Mit ihm endete auch die Linie Nassau-Ottweiler, und deren Besitzungen (die Grafschaften Ottweiler, Saarbrücken und Saarwerden sowie die Herrschaften Lahr, Idstein und Wiesbaden) gingen auf die minderjährigen Brüder Karl und Wilhelm Heinrich aus der Linie Nassau-Usingen über. Ab 1728 wurden alle nassauischen Territorien zunächst gemeinsam durch Fürstin Charlotta Amalia von Nassau-Usingen in Vormundschaft regiert. Diese teilte 1735 die Gebiete unter ihren Söhnen auf, wobei Fürst Wilhelm Heinrich die Grafschaften Saarbrücken (einschließlich Herrschaft Ottweiler) und Saarwerden übernahm.

## Nachkommen
aus der ersten Ehe mit Christina Gräfin von Ahlefeldt:
- Dorothea Friederike (1681–1691)
- Marie Charlotte (1684–1690)
- Christiane Charlotte (1685–1761)

⚭ I. 22. April 1713 Karl Ludwig, Graf zu Saarbrücken
⚭ II. 17. Oktober 1728 Friedrich III., Landgraf zu Hessen-Homburg
- Louise (1686–1773)

⚭ 19. Januar 1704 Karl (1675–1733), Wild- und Rheingraf zu Dhaun
- Sophie Amalie (1688–1753)

⚭ 9. Mai 1708 Georg Friedrich (1683–1749), Burggraf von Kirchberg zu Hachenburg
- Marie Charlotte (1690–1714)
- Dorothea (1692–1740)

⚭ 8. Oktober 1721 Walrad (1686–1730), Wild- und Rheingraf zu Dhaun
- Eleonore (*/† 1693)